# Transnuklear
Transnuklear GmbH was een Duitse dochteronderneming van Nukem, opgericht in 1966 en gespecialiseerd in het transport van nucleair afval uit de kerncentrales in West-Duitsland. Nukem was gevestigd in Hanau (Hessen).

## Kernafvalschandaal
In de jaren 1980 vervoerde het bedrijf nucleair afval van West-Duitsland naar onder meer het Studiecentrum voor Kernenergie (SCK CEN) in Mol.
Op 21 oktober 1986, amper een paar maanden na de kernramp van Tsjernobyl, kantelde een vrachtwagen van de firma Transnuklear op de E313 nabij Kwaadmechelen (Ham) tijdens een transport van de West-Duitse kerncentrale Krümmel naar Mol. Bij dit ongeval bleek dat de effectief vervoerde producten niet overeenkwamen met hun beschrijving.
In maart 1987 informeerde de nieuwe directeur van Transnuklear, Hans Joachim Fischer, het moederbedrijf Nukem over onregelmatigheden in de periode 1981-1986. Op 8 april 1987 werden de illegale activiteiten gemeld aan het Openbaar Ministerie van de deelstaat Hessen. Het vervoerde kernafval betrof onverwerkbaar radioactief afval, dat onzorgvuldig werd gestockeerd in Mol, met groot stralingsgevaar. Het hoofd van de afdeling afvalverwerking van het Studiecentrum voor Kernenergie, Norbert Vandevoorde, en zijn medewerker zouden smeergelden hebben ontvangen van Transnuklear. Ook het bedrijf Smet Jet, dat de voorbehandeling van het radioactief afval deed voor SCK, kwam in opspraak. Er hebben honderden vervalste transporten plaatsgevonden tegen miljoenen Belgische frank aan steekpenningen.
Op 10 december 1987 werden drie ex-medewerkers van Transnuklear gearresteerd: Hans Holtz, Wilhelm Bretage en Hans-Guenther Knackstedt. Holtz pleegde zelfmoord in de gevangenis op 15 december.
Op 17 december 1987 zette Duits minister van Milieu Klaus Töpfer de vergunning van Transnuklear stop. Er kwam meer aan het licht. Op 13 januari 1988 kondigde hij een onderzoek aan naar mogelijke transporten door Transnuklear van nucleaire brandstof naar Pakistan en Libië. Dit zou een overtreding vormen op het non-proliferatieverdrag, dat de export verbiedt van materiaal waarmee kernwapens kunnen gemaakt worden.

### Parlementaire onderzoeken
Deze affaire leidde in januari 1988 tot een parlementaire onderzoekscommissie zowel in het Europees Parlement als in de Duitse Bondsdag.
In maart 1988 werd ook een parlementaire onderzoekscommissie opgericht in de (Belgische) Kamer van volksvertegenwoordigers, onder het voorzitterschap van Éric Tomas, "voor de studie van de draagwijdte, de oorzaken en de gevolgen van de mogelijke fraudeschandalen en van eventuele overtredingen op het non-proliferatieverdrag door het Studiecentrum voor Kernenergie (SCK) of aanverwante bedrijven".

### Arrest Hof van Cassatie
Het Belgisch parlementair onderzoek liep samen met het gerechtelijk onderzoek. In de parlementaire onderzoekscommissie legden getuigen onder eed verklaringen af. Daarbij werd hen niet verteld dat ze het recht hadden te weigeren om te antwoorden op een vraag, indien ze zich anders blootstelden aan zelfincriminatie. Later werden de afgelegde verklaringen overgenomen door de onderzoeksrechter in een strafrechtelijk onderzoek en als bewijsmateriaal gebruikt tegen die getuigen, die dan verdachten werden in het onderzoek.
Het Hof van beroep van Antwerpen oordeelde in januari 1992 dat er door het niet meedelen van het zwijgrecht een schending was van art. 14 van het Internationaal verdrag inzake burgerrechten en politieke rechten (IVBPR) en van het recht op een eerlijk proces. Op 6 mei 1993 oordeelde ook het Hof van Cassatie dat iemand onder eed mag zwijgen in een parlementaire onderzoekscommissie als hij zichzelf schade zou berokkenen met het spreken van de waarheid. Het IVBPR, dat België heeft geratificeerd, stipuleert dat niemand gedwongen kan worden tegen zichzelf te getuigen of een bekentenis af te leggen. Dit arrest staat bekend als het Transnuklear-arrest. De wet op het parlementair onderzoek werd hierna gewijzigd.
Carlo Smet van Smet Jet en Norbert Vandevoorde van SCK CEN werden oorspronkelijk veroordeeld tot vijf jaar gevangenisstraf maar vrijgesproken door het hof van beroep wegens deze procedurefout.

### Gevolgen
De problematiek van het nucleaire afval kwam op de politieke agenda te staan.
- In Duitsland werd in 1989 de Bundesamt für Strahlenschutz opgericht.
- In België werd de afdeling afvalverwerking van SCK in 1989 overgebracht naar Belgoprocess (dochteronderneming van NIRAS). Echter werd pas bij wet van 15 april 1994 het Federaal Agentschap voor Nucleaire Controle (FANC) opgericht.